# 戀愛是科學
《戀愛是科學》（英語：Love is Science?）是2021年三立電視華人電視劇週日十點檔系列的第五十一部也是最後一部製作作品，由莫允雯、吳念軒、黃薇渟、高雋雅、鄭暐達、林禹、許懷民、葉全真領銜主演，李京恬、宥勝特別演出。 。2021年1月19日開鏡，台視主頻於3月21日起晚間十點首播，三立都會台則於3月27日起晚間十點播出。LINE TV、myVideo每週日晚上24:00播出。劇末播出幕後花絮《戀愛ING》播放漏網鏡頭，戲末後會在Vidol影音頻道上傳播出，接檔《天巡者》。
本劇在播出期間，因COVID-19在臺灣的疫情持續延燒，一度暫停拍攝並暫時停止播出，在播畢第十集後只剩下一集存檔。在此期間，台視於同年5月30日至6月13日改播特備節目《戀愛是科學防疫懶人包》，6月20日至8月15日期間則改播特別節目《天巡者疫起守護你》，而三立都會台則重播戲劇《你有念大學嗎？》、《未來媽媽》。
隨著之後台灣疫情有所趨緩，同年7月26日，三立電視宣布本劇正式復拍。台視於8月22日播出9分鐘的濃縮片段及精華版，並於8月29日復播，而三立都會台則於9月4日復播，8月28日全劇殺青。

## 劇情大綱
戀愛科學婚姻仲介所CEO顏霏（莫允雯飾），平常運用大數據幫無數單身男女找到最佳人生合夥人，但當顏霏意外重逢暗戀她多年的鄰家弟弟王軒宇（吳念軒飾），此時條件完美的高富帥前夫霍永泰（宥勝特別演出）回國猛烈追前妻。

## 播出時間

### 首播
| 頻道/影音  | 所在地 | 播出日期      | 播出時間            |
| ---------- | --- | ------------- | ------------------- |
| 台視綜合台 | 臺灣 | 2021年3月21日 | 每週日 22:00－23:30 |
| 三立都會台 | 臺灣 | 2021年3月27日 | 每週六 22:00－23:30 |
| LINE TV    | 臺灣 | 2021年3月21日 | 每週日 24:00上架    |
| 愛奇藝     | 臺灣 | 2021年3月21日 | 每週日 24:00上架    |
| myVideo    | 臺灣 | 2021年3月21日 | 每週日 24:00上架    |
| Vidol      | 全球 | 2021年3月21日 | 每週日 23:30上架    |
| Viki       | 歐洲 · 美洲 · 美国 · 波蘭 · 印度 · 印度尼西亞 · 英国 · 法國 · 德国 · 荷蘭 · 智利 · 加拿大 · 義大利 · 葡萄牙 · 匈牙利 · 西班牙 · 土耳其 · 墨西哥 · 俄羅斯 · 新西兰 · 羅馬尼亞 · 爱沙尼亚 · 保加利亚 · 白俄羅斯 · 千里達及托巴哥 | 2021年3月24日 | 每週三跟播最新集數  |

### 重播
| 頻道       | 所在地 | 播出日期      | 播出時間            |
| ---------- | ------ | ------------- | ------------------- |
| 台視主頻   | 臺灣   | 2021年3月28日 | 每週日 00:03－01:33 |
| 台視主頻   | 臺灣   | 2021年3月28日 | 每週日 13:03－14:33 |
| 三立都會台 | 臺灣   | 2021年3月28日 | 每週日 02:00－03:30 |
| 三立都會台 | 臺灣   | 2021年4月3日  | 每週六 18:30－20:00 |

## 演員列表

### 主要演員
| 演員   | 角色   | 介紹 |
| 莫允雯 | 顏霏   | 34歲，王軒陽之高中同學、王軒宇的女友、顏伍春風之女、戀愛科學婚姻仲介所CEO兼規劃師、霍永泰的前妻、跟喬安娜同公司的老闆，喜歡王軒宇，跟王軒宇的配對數據只有29%。 擁有國際媒人證照的專業婚姻規劃師，不相信愛情，卻做著用大數據為別人尋找婚姻的工作。 顏霏的外表看起來就像一個美麗的娃娃，事實上在25歲之前，她的確活得像個娃娃，美麗、可愛、天真、善良、溫柔、有點迷糊但附有同情心，就像迪士尼公主一樣。 12年前原本與外表、家世、能力都如最佳的白馬王子霍永泰去美國結婚，然而這段王子公主的夢幻婚姻只維持了三年…被永泰離婚後，在外面打了三份工，努力付房租過著三餐不濟的生活，直到遇到喬安娜，決定跟她一起回國創業，才脫離這種苦日子，但因為這段破碎的婚姻，讓顏霏開始不相信愛情，也讓她一夕之間從公主強迫自己成為無堅不摧的女強人！手上婚戒只是她支撐著公司的工具 蛻變後的顏霏考了國際媒人執照，並跟喬安娜合夥開創婚姻仲介所 ，取名為「戀愛科學 」因為她認為愛情太過虛無飄渺，來去都無形，而婚姻需要的是紮紮實實的經營，這也是為什麼現在結婚率越來越低，離婚率卻越來越高的原因。對她來說，婚姻就像是一門生意，你要找的不是心動的對象，而是一個適合你的合夥人。直到顏霏再次與軒宇重逢，讓她有所改觀，目前夾在軒宇跟永泰之間。後與軒宇在一起，成為男女朋友。 |
| 雷嘉汭 | 顏霏   | 少女時的顏霏，非常照顧小時候的軒宇，喜歡軒宇的哥哥王軒陽，一直都沒有查覺到軒宇暗戀著她 |
| 吳念軒 | 王軒宇 | 27歲，前Voodoo髮型設計師、現為巷口29號髮型沙龍老闆、王軒陽的弟弟、嘉嘉的叔叔、周如月之小叔、張沁藍之前男友、顏霏的男友 和顏霏久別重逢的超撩鄰家竹馬弟弟，外表隨和、開朗、親切、EQ 高，有人情味、有幽默感，內心卻很有自己的想法，一旦決定什麼事，誰來講都沒用，會用笑臉給人軟釘子碰，是外柔內剛的類型。因為小時候顏霏的關係，而決定成為美髮師，身為髮型師的他，照理來說應該是最新潮的代表，但他卻是最老派的那一種。 他不吃生冷的食物，他覺得那對身體不好，他也不會讓女孩子晚上一個人回家，因為他覺得很危險，他獨有的老派浪漫，是最難讓人抵擋的魅力。軒宇從小暗戀大他七歲的青梅姐姐顏霏，一直到顏霏離開以後關上了心門，卻在雜誌拍攝的地方遇到了沁藍，雖然一直拒絕她的追求，但被她不肯放棄的精神感動而接受她，原以為顏霏結婚搬到國外後再也不會相見，沒想到人生總是會有很多意外來臨，讓他們再次重逢，又重新有了當初的悸動，之後因為沁藍的放手成全，決定勇敢追求顏霏。後與顏霏順利在一起，成為男女朋友。 |
| 胡千允 | 王軒宇 | 10歲，國小時的王軒宇。第一次見到顏霏，就對她一見鍾情 |
| 陳鼎中 | 王軒宇 | 國中時的王軒宇。在顏霏大學畢業的那天要跟她告白，沒想到卻錯過了，一直很寶貝顏霏送給他的手錶 |
| 黃薇渟 | 喬安娜 | 34歲，戀愛科學婚姻仲介所大股東、空服員、顏霏的同居閨蜜、千金女海王 顏霏人生中的貴人，性感狂野、瀟灑不羈、熱愛自由，主張只要戀愛絕不結婚。放縱人生享受當下，當高級玩咖男遇上擁有男後宮的海王千金女，把世界攪得天昏地暗，與李馬克有一夜情的關係，但是無法接受他的追求，已經發現歐文喜歡馬克的事。懷了馬克的小孩。最後跟馬克、歐文三人一起共組家庭。 |
| 高雋雅 | 柳勝英 | 28歲，戀愛科學婚姻仲介所規劃師、吳有福之規劃師 眼神犀利、個性帥氣，留著酷酷的中短髮，是一個外表強悍但內心柔軟的女人，而她，喜歡女人，跟羅雲熙以前有感情上的糾葛。 |
| 鄭暐達 | 李馬克 | 27歲，前Voodoo髮型沙龍設計師、現為巷口29號髮型沙龍設計師、王軒宇的朋友、戴歐文的寶貝，後與歐文求婚成功。喜歡喬安娜，後來喜歡上戴歐文。陽光忠犬攻 鋼鐵直男一枚，個性浮誇調皮，喜歡世上所有的妹子，標準玩咖沒想到卻是個純情男，在工作上也很隨性，是軒宇的朋友，也是工作上最好的夥伴，與喬安娜有一夜情的關係。雖然喜歡女人，但卻已經開始在意起歐文了。最後跟喬安娜、歐文三人一起共組家庭。 |
| 林禹   | 戴歐文 | 30歲，戀愛科學婚姻仲介所規劃師、卓乃慧之規劃師，Benson的前男友，李馬克的寶貝。後答應馬克求婚。喜歡李馬克、毒舌禁慾受 善於嘲諷、總是挑剔，外表像是英倫紳士，是一個非常注重自我管理的男人，而他，喜歡男人，在感情上並不是很順遂，剛開始跟馬克並不對盤，卻對他的正義感與善良感到心動，但因為馬克喜歡的是女人，所以剛開始想幫他追喬安娜，之後卻被喬安娜發現了他對馬克的心意，才停止了這個念頭。最後跟馬克、喬安娜三人一起共組家庭。 |
| 許懷民 | 吳有福 | 42歲，溫柔農二代，仲介所客戶。卓乃慧的丈夫，後與她結婚 細心、憨厚老實、勤奮努力，為照顧年邁父母而錯過適婚年齡，在現有的婚姻市場不具有競爭力，卓乃慧的配對對象，剛開始因為現實的條件，覺得配不上乃慧，之後因為在乃慧的鼓勵之下，讓他對自己有了信心，目前跟乃慧進行的很順利。後來與乃慧求婚不順利後，就與她分開。後重新在一起。 |
| 葉全真 | 卓乃慧 | 40歲，銀行資深副總裁。鄭文凱之前女友，吳有福的妻子，仲介所客戶，跟吳有福的配對數據是33% 冷靜、理智、穩重、律己甚嚴，收入高、學歷高、顏值高的三高女，但是打扮上卻很老氣，讓人覺得很強勢，把結婚當成工作目標，想在三個月內把自己嫁掉，吳有福的配對對象。在月老廟的時候遇到了顏霏，要求顏霏只要有把握在三個月內讓她找到結婚對象，她就願意成為會員，但是在配對的過程中都找不到適合的，因為顏霏的提醒，讓她決定改變自己，沒想到之後就遇到了有福，被他的體貼與細心給吸引住，決定把他列為排約對象，雖然之後因為有福覺得配不上自己而放棄，但之後因為勝英的堅持，讓她跟有福有機會成功配對，目前已經考慮要論及婚嫁，後來吳有福對自己求婚，但自己不答應後，就與他分開。從有福的爸媽口中得知他去相親，而誠實面對自己的內心，後重新在一起。 |

### 特別演出
| 演員   | 角色   | 介紹 |
| 李京恬 | 張沁藍 | 26歲，Garter美容雜誌編輯，王軒宇之前女友，顏霏之前合作對象，單戀王軒宇 親切、友善、處事圓融有智慧，熱心又具有正義感，是個男生女生都會喜歡的女孩。第一次見到軒宇就對他一見鍾情，並開始瘋狂倒追他，不管被拒絕多少次都不肯放棄，一直到軒宇接受，原本以為這一切都很美好，直到顏霏的出現，才讓她發現這些都只是自己的想像而已，讓她感到大受打擊之後開始跟軒宇有爭吵，甚至對顏霏不能理解，要求他們不能再聯絡，自私的想要軒宇跟她一起去米蘭，但之後發現軒宇丟掉情書，讓她被感動決定放手，希望他能夠勇敢追求自己想要的，就偷偷去找了願意幫軒宇的手錶換新電池的店家，當作是送給軒宇的分手禮物，並在出國前幫軒宇戴上，表示停止的時間又開始流動了，給予祝福後就自行出國。 |
| 宥勝   | 霍永泰 | 40歲，國際連鎖飯店Royal Hotel品牌策略長、顏霏之前夫、顏伍春風之前女婿、王軒宇之情敵，跟顏霏的配對數據是98% 想要破鏡重圓的多金完美前夫，儀表堂堂、氣宇軒昂、聰明的頭腦、卓越的能力、優異的表現，霍永泰就是所有母親心中，國民好兒子、國民好女婿的存在，也是顏霏母親精挑細選出來，可以將女兒託付終身的最佳人選。 只可惜，結婚的時候，兩人都太過年輕，顏霏夾在新身分和新環境的雙重考驗之下，徹底被擊垮。而霍永泰當時正處在全力衝刺事業的時期，對於適應不良的新婚妻子，他有心卻無力時時照顧她，分身乏術的情況下，兩人的裂痕逐漸加深。 在這個世界上，除了自己，顏霏其實是他最愛的女人，因此，當飯店準備拓展亞洲市場時，他私心選擇了台灣作為第一站，或許……在離婚九年之後，他也已經事業有成，有了餘力來彌補當年的過錯，但沒想到在回來之前，顏霏身邊就已經出現了護花使者 當他再次和顏霏相遇，發現九年後的顏霏改變很多，真的比當初更適合自己了，兩人的差距變小了，看待事情也有類似的目標，於是永泰開始積極的追求顏霏，希望能夠和她重修舊好，第9集在機場出現，跟軒宇互相爭取顏霏。最後在與軒宇爭取顏霏中落敗，只得放棄。 |

### 其他演員
| 演員   | 角色     | 介紹 |
| 李之勤 | 顏伍春風 | 54歲，美麗皇后集團創辦人、顏霏的母親，霍永泰之前岳母 有獨特的穿著風格，丈夫在很久以前就過世，把最好的一切都留給她，一直很希望顏霏可以跟永泰複合，但其實不清楚他們之間的事情，現在倒蠻喜歡軒宇，並努力撮合他跟顏霏 |
| 張翰   | 錢長青   | 48歲，Voodoo髮型沙龍負責人 跟顏霏的公司有合作關係，雖然很看好軒宇在工作上的表現，但覺得他在設計師方面沒有獨特的個人風格                                                                                           |
| 黃建豪 | 王軒陽   | 34歲，如月麵店老闆、周如月的丈夫、王軒宇的哥哥、嘉嘉的父親、顏霏小時候愛慕過的人 因父母早逝，而休學跟軒宇相依為命著，因為比較喜歡沁藍，所以目前對軒宇不去米蘭，感到不諒解，後來在如月觀說下，接受軒宇跟顏霏在一起 |
| 李安琪 | 周如月   | 王軒陽的妻子、王軒宇的大嫂、嘉嘉的母親 在當年軒陽最落魄的時候出現，一起共組了家庭，第16集生下第二個孩子取名瑞瑞。早就懷疑軒宇喜歡顏霏，並不反對他對自己誠實，但要軒宇暫時先別跟軒陽提起顏霏的事                   |

### 客串演員
| 演員     | 角色         | 介紹                                                           |
| Paul     | 趙先生       | 戀愛科學婚姻仲介所客戶                                         |
| 慕綺     | 慕綺         | 戀愛科學婚姻仲介所職員                                         |
| 唐靖誠   | 職員         | 戀愛科學婚姻仲介所職員                                         |
|          | 職員         | 戀愛科學婚姻仲介所職員                                         |
|          | 職員         | 戀愛科學婚姻仲介所職員                                         |
| 梁瑋庭   | 職員         | 戀愛科學婚姻仲介所職員                                         |
| 羅琇懷   | 職員         | 戀愛科學婚姻仲介所職員                                         |
| 徐嵩雅   | 職員         | 戀愛科學婚姻仲介所職員                                         |
| 李家珍   | 譚春嬌       | 真命天子婚友社的專業媒人                                       |
| 劉怡磐   | 媒人         | 譚阿姨軍團                                                     |
| 許毓庭   | 媒人         | 譚阿姨軍團                                                     |
| 鐘岳純   | 客人         | 三媽軍團，王軒宇的常客。                                       |
| 吳若萍   | 客人         | 三媽軍團，王軒宇的常客。                                       |
| 饒宇玉   | 客人         | 三媽軍團，王軒宇的常客。                                       |
| 林瑜靜   | 林雅盈       | 戀愛科學婚姻仲介所客戶                                         |
| 呂維真   | 吳小婉       | 林雅盈的朋友                                                   |
| 王牧語   | 許凱莉/Kelly | 趙先生的配對對象                                               |
| 洪博軒   | 夜店王子     | 名字是S開頭，和喬安娜在一起三天的男友。                        |
| 焦曼婷   | 史黛拉       | 藝人，長達10天不洗頭。                                         |
| 黃豪平   | Jason        | 史黛拉的經紀人，與錢長青是好朋友。                             |
| 尤子韶   | 雪兒         | 藝人                                                           |
| 高臣佑   | 杜名堅       | 會計事務所的合夥人、會計師，卓乃慧的排約對象。                 |
| 嚴浩     | 黃先生       | 科技大廠CEO，卓乃慧的排約對象。                                |
|          | 工程師       | 68年次，研發工程師，卓乃慧的排約對象。                         |
| 康茵茵   | Mimi         | 戀愛科學婚姻仲介所客戶，擅長以花言巧語讓男人心甘情願為她付錢。 |
| 劉宇昕   | 呂先生       | Mimi的約會對象，被她半騙半哄下送了兩百萬給她買房子。           |
| 鍾振盛   | 陳先生       | 流浪漢，後來找到管理員的工作。                                 |
| 丁芷妍   | 嘉嘉         | 王軒陽、周如月的女兒、王軒宇的侄女。                           |
| 夏大寶   | 阿新         | 農場員工                                                       |
| 程政鈞   | 有福爸       | 吳有福的父親，卓乃慧的公公。                                   |
| 吳碧蓮   | 有福媽       | 姓氏：甄，吳有福的母親，卓乃慧的婆婆。                         |
| 白佳偉   | John         | Get揪Beauty的代表。                                            |
| 陳德修   | Jason        | 戀愛科學婚姻仲介所客戶，執著於另一半會看金庸小說。             |
| 凌巧芸   | 女同學       | 少女顏霏的高中同學                                             |
| 李依庭   | 李依庭       | 新聞主播                                                       |
| 王欣元   | 學姊         | 張沁藍的學姊                                                   |
| 柯宇森   | Benson       | 戴歐文的前男友、小白的寶貝                                     |
| 岱毅     | 小白         | Benson的寶貝                                                   |
| 陳沐青   | 羅雲熙       | 勝英的高中同學，跟柳勝英以前有感情的糾葛。                     |
| 楊月娥   | 雲熙母       | 羅雲熙的母親。                                                 |
| 陳柏宇   | 助理         | 霍永泰的助理。                                                 |
| 亨利     | Roland       | 歐文的朋友                                                     |
| 夫夫之道 | 友人         | 歐文的朋友                                                     |
| 張雅惟   | Cindy        | 歐文的朋友                                                     |
| 法比歐   | Daniel King  | 畫家                                                           |
| 伊正     | 鄭文凱       | 乃慧的前男友                                                   |
| 纁曖     | 雲熙同學     | 雲熙的高中同學                                                 |
| 張芷綾   | 雲熙同學     | 雲熙的高中同學                                                 |
| 葉蕙芝   | 美枝         | 有福的國小同學                                                 |
| 蕭晨崴   |              | 會員                                                           |
| 伊璉     |              | 會員                                                           |
| 丁梅卿   |              | 投資連動債的人媽媽                                             |
| 管謹宗   | 馬克爸       | 馬克的爸爸                                                     |
| 蘇菲     | 馬克媽       | 馬克的媽媽                                                     |
| 宋偉恩   | 安東尼       | 會員，茱麗葉的未婚夫。                                         |
| 王欣晨   | 茱麗葉       | 會員，安東尼的未婚妻，有婚前恐懼症。                           |

## 電視劇歌曲
| 曲別   | 歌名               | 演唱者         | 作詞             | 作曲             |
| 片頭曲 | Always Be With You | 王欣晨         | 張簡君偉、金東炫 | 張簡君偉、金東炫 |
| 片尾曲 | 愚人遊戲           | 告五人         | Dowr             | 潘雲安           |
| 插曲   | 唯一               | 告五人         | 潘雲安           | 潘雲安           |
| 插曲   | 公式解             | 王欣晨         | 林正             | 林正             |
| 插曲   | 生活就算煩了一點   | 王欣晨         | 林正             | 林正             |
| 插曲   | 愛就愛上了         | 王欣晨、宋偉恩 | 亭之             | 黃韻仁、亭之     |
| 插曲   | 玩家               | 曹楊、派偉俊   | 黃俊郎           | 陳佑宗、Kunny    |

## 各集標題
| 集數 | 標題       |
| 1    | 結婚的條件 |
| 2    | 亞洲壓力   |
| 3    | 潛力股     |
| 4    | 老派男人   |
| 5    | 女朋友     |
| 6    | 初戀       |
| 7    | 幻滅的童話 |
| 8    | 第三者     |
| 9    | 大魔王     |
| 10   | 配對指數   |
| 11   | 正面對決   |
| 12   | 車尾燈     |
| 13   | Debug      |
| 14   | 愛情的模樣 |
| 15   | 新生       |
| 16   | 成長痛     |
| 17   | 為我好     |
| 18   | 理想型     |

## 收視率

### 台視週日首播收視率
| 中華民國 臺灣電視台 首播收视率 （AC尼爾森）                      |                |        |      |                                                                        |
| 集數                                                             | 播出日期       | 收视率 | 排名 | 備註                                                                   |
| 1                                                                | 2021年3月21日  | 0.92   | 1    | 女性收視35-44歲1.41                                                    |
| 2                                                                | 2021年3月28日  | 0.96   | 1    | 女性收視35-44歲1.57                                                    |
| 3                                                                | 2021年4月4日   | 1.46   | 1    | 女性收視15-24歲1.78                                                    |
| 4                                                                | 2021年4月11日  | 1.11   | 1    | 女性收視15-24歲1.26                                                    |
| 5                                                                | 2021年4月18日  | 0.94   | 1    | 女性收視15-24歲1.62                                                    |
| 6                                                                | 2021年4月25日  | 0.93   | 1    |                                                                        |
| 7                                                                | 2021年5月2日   | 0.96   | 1    | 女性收視15-24歲2.19                                                    |
| 8                                                                | 2021年5月9日   | 0.85   | 1    |                                                                        |
| 9                                                                | 2021年5月16日  | 0.95   | 1    |                                                                        |
| 10                                                               | 2021年5月23日  | 1.26   | 1    | 女性收視15-24歲2.26                                                    |
| 精華版                                                           | 2021年5月30日  | 0.82   | 1    | 因應COVID-19疫情延燒，故5月30日至6月13日改播出《戀愛是科學防疫懶人包》 |
| 精華版                                                           | 2021年6月6日   | 0.39   |      | 因應COVID-19疫情延燒，故5月30日至6月13日改播出《戀愛是科學防疫懶人包》 |
| 精華版                                                           | 2021年6月13日  | 0.35   |      | 因應COVID-19疫情延燒，故5月30日至6月13日改播出《戀愛是科學防疫懶人包》 |
| 2021年6月20日至8月15日，因應臺灣COVID-19疫情蔓延暫停拍攝和停播。 |                |        |      |                                                                        |
| SP                                                               | 2021年8月22日  |        |      | 播出9分鐘的濃縮片段後播出精華版                                        |
| 11                                                               | 2021年8月29日  |        |      |                                                                        |
| 12                                                               | 2021年9月5日   |        |      | 女性收視15-24歲1.57                                                    |
| 13                                                               | 2021年9月12日  |        |      |                                                                        |
| 14                                                               | 2021年9月19日  |        |      |                                                                        |
| 15                                                               | 2021年9月26日  |        |      |                                                                        |
| 16                                                               | 2021年10月3日  |        |      |                                                                        |
| 17                                                               | 2021年10月10日 |        |      |                                                                        |
| 18                                                               | 2021年10月17日 |        |      | 精彩最終回                                                             |
| 平均收視率                                                       | 平均收視率     | 1.03   |      | 截止至2021年5月23日（第10集）                                          |

1. 同时段或交叉时段主要节目：
  - 華視《未來媽媽》/《她們創業的那些鳥事》/《俗女養成記2》/《無神之地不下雨》
  - 民視《我們的愛情不正常》/《日蝕遊戲》/《民視電影院》/《無主之子》（重播）/《薛丁格的貓》（重播）/《新台灣奇案》
  - 衛視中文台《她們創業的那些鳥事》/《未來媽媽》/《俗女養成記》/《俗女養成記2》
  - 中視《想見你》（重播）/《中視強檔電影院》/《Penthouse上流社會》
  - 三立台灣台《超級紅人榜》
2. 数据由AGB尼爾森調查，調查範圍是四歲以上收看電視之觀眾。
3. 資料來源：台灣-偶像劇場

## 製作團隊
- 導演：
  - 張晉榮、蔡喜甄(第1集-第5集)
  - 張晉榮(第6集-第10集)
  - 張晉榮、李孔尉(第11集-第15集)
  - 李孔尉(第16集-第18集)
- 副導演：蘇美如、施姿伊
- 總監：楊秋蘭、王淑娟
- 監製：黃毓棠、林知秦
- 執行監製：賴麗汝、詹宜樺、曾齡萱、蔡欣潔
- 製作人：吳璨琦
- 執行製作人：邵芷薇
- 策劃：彭宣、陳思潼
- 編劇統籌：陳潔瑩
- 編劇：
  - 黃宣穎、白又(第1集)
  - 白又(第2集-第3集、第5集、第7集)
  - 李小桐(第4集、第6集、第8集)
  - 白又、李小桐（第9集-第11集）
  - 白又、楊惠娟（第12集-第18集）
- 製作公司：三立電視 怡佳娛樂
- 冠名贊助
  - 台視：大誠保險經紀人
  - 三立都會台：蓓朵娜粉鑽瓶
  - Vidol影音：蓓朵娜粉鑽瓶（花絮）

## 拍攝場景

### 台北市
- 大安區
  - 巫毒髮藝
  - MAKE UP FOR EVER 旗艦店
  - 沐樂咖啡-信義店
  - 台糖蜜鄰超商
  - BOXFUL 任意存
  - 嘉裕西服
  - 豆穌朋Café  師大門市
  - MoM’s Touch 師大店
- 大同區
  - 叁食山 蔬食餐酒館
- 中山區
  - 不老松足湯台北新生行館
  - Cafe Mode 木馬
  - 韓金館
  - GOVIN HAIR郭文髮藝大直一店
  - 香樹花園酒店
  - 美麗華摩天輪
  - S.Flower 石花藝
- 內湖區
  - 內湖分局 文德派出所
- 信義區
  - RUFF 夜店
- 文山區
  - 等一個人咖啡 景美本店
  - 景美溪河堤步道
- 萬華區
  - In89豪華數位影城
- 南港區
  - 南港車站
  - CITYLINK 南港店
- 士林區
  - 故宮晶華
- 北投區
  - 八仙六代園

| - 板橋區 DOTEL板橋 咖啡廳 - 中和區 力行福德宮 - 中和區 FIB Gym健身俱樂部 - 永和區 有福咖啡 - 三峽區 國立臺北大學 - 三峽區 Yura Bakery 法式藍帶生吐司 - 八里區 左岸公園 - 新店區 胖胖蝦料理總店 - 土城區 Minami光波 餐包、甜點販賣所 | - 八德區 八塊画室 咖啡廳 - 大園區 諾富特飯店 - 龍潭區 名人堂花園大飯店 & 棒球名人堂 - 楊梅區 埔心牧場 - 冬山鄉 1068 Villa 私人會館 | - 前鎮區 高雄展覽館 - 前鎮區 高雄市立圖書館總館 - 鹽埕區 大港橋 - 鹽埕區 水源軒羊肉原汁爐生猛海鮮餐廳 - 前金區 大立百貨 - 鼓山區 西子灣 - 苓雅區 高雄85大樓 - 左營區 高鐵左營站 |

## 周邊商品
- 《戀愛是科學》電視劇小說
  - 作者： 陳潔瑩、金魚喬伊 / 監製：三立電視
  - 出版社：台灣角川
  - 出版日期：2021年8月2日
  - ISBN 9789865245696

## 大事記
- 2021年2月13日，釋出《戀愛是科學》首支預告科學公式篇[5]。
- 2021年2月14日，釋出主視覺[6]。
- 2021年2月20日，釋出《戀愛是科學》TEASER乃慧篇[7]。
- 2021年3月2日，舉辦《戀愛是科學》婚姻合夥人發佈會[8]。
- 2021年3月10日，舉辦《戀愛是科學》三高女的格差戀愛記者會[9]。
- 2021年3月14日，舉辦《戀愛是科學》星二代加盟記者會[10]。釋出《戀愛是科學》選擇篇預告[11]。
- 2021年3月18日，舉辦《戀愛是科學》首映會[12]並釋出片花[13]。
- 2021年3月21日，台視首播。
- 2021年3月27日，三立都會台首播。
- 2021年5月15日，因應雙北發布第三級防疫警戒，三立宣布本劇暫時停拍。
- 2021年5月23日，播畢第十集後改播三集《戀愛是科學防疫懶人包》。[14]
- 2021年6月20日，播畢三集《戀愛是科學防疫懶人包》後台視改播《天巡者疫起守護你》，三立都會台則重播《你有念大學嗎？》、《未來媽媽》。
- 2021年7月26日，因第三級防疫警戒降為二級，三立宣布本劇恢復拍攝。
- 2021年8月28日，全劇殺青。
- 2021年8月29日，台視恢復播出。
- 2021年9月4日，三立都會台恢復播出。

### 引見
1. ↑  【戀愛是科學】暗戀版主視覺海報 （页面存档备份，存于）.三立華劇Facebook.2021-02-14
2. ↑  豬編. . Marie Claire 美麗佳人. 2021-05-30  [2021-06-15]. （原始内容存档于2021-06-15） （中文（臺灣））.
3. ↑  三立新聞網. . www.setn.com. 2021-05-30  [2021-06-15]. （原始内容存档于2021-05-30） （中文（臺灣））.
4. ↑  .   [2021-05-18]. （原始内容存档于2021-05-18）.
5. ↑  【戀愛是科學】科學公式篇.三立華劇 SET Drama.2021-02-13
6. ↑  【戀愛是科學】主視覺海報.三立華劇 SET Drama.2021-02-14
7. ↑  【戀愛是科學】TEASER乃慧篇.三立華劇Facebook.2021-02-20
8. ↑  【戀愛是科學】婚姻合夥人發佈會.三立華劇Facebook.2021-03-02
9. ↑  【戀愛是科學】三高女的格差戀愛記者會.三立華劇Facebook.2021-03-09
10. ↑  【戀愛是科學】星二代加盟記者會.三立華劇Facebook.2021-03-14
11. ↑  【戀愛是科學】選擇篇.三立華劇 SET Drama.2021-03-14
12. ↑  
【戀愛是科學】首映會.三立華劇Facebook.2021-03-18
13. ↑  
【戀愛是科學】完整版13分鐘片花.三立華劇Facebook.2021-03-18
14. ↑  台劇第一槍！《戀愛是科學》劇組停拍　下周播精華版 （页面存档备份，存于） ETToday,2021-05-22

## 外部連結
- 官方网站－三立
- 官方网站－台視
- 三立華劇的Facebook專頁
- 三立華劇的Instagram帳戶
- YouTube上的三立華劇頻道
- 在Netflix上觀看《戀愛是科學》

## 電視節目的變遷
| 中華民國 台視綜合 每週日 22:00－23:30    | 中華民國 台視綜合 每週日 22:00－23:30 | 中華民國 台視綜合 每週日 22:00－23:30 |
| ---------------------------------------- | --- | ------------------------------------- |
|                                          | 戀愛是科學（第1－10集） （2021年3月21日－2021年5月23日）戀愛是科學防疫懶人包 （2021年5月30日－2021年6月13日）戀愛是科學 （9分鐘的濃縮片段、精華版） （2021年8月22日）戀愛是科學（第11－18集） （2021年8月29日－2021年10月17日） |                                       |
| 天巡者 （2020年10月25日－2021年3月14日） | 天巡者疫起守護你 （8月22日改為23:40- 01:10播出） （8月29日起改為23:45 - 01:15播出） （2021年6月20日－2021年8月15日）逆局 （22:00－24:00） （2021年10月24日－2022年3月27日）                                                     |                                       |

| 中華民國 三立都會台 每週六 22:00－23:30 · 9月25日 22:30－24:00 · 10月2日 12:00－13:30 | 中華民國 三立都會台 每週六 22:00－23:30 · 9月25日 22:30－24:00 · 10月2日 12:00－13:30 | 中華民國 三立都會台 每週六 22:00－23:30 · 9月25日 22:30－24:00 · 10月2日 12:00－13:30 |
| ------------------------------------------------------------------------------------- | --- | ------------------------------------------------------------------------------------- |
|                                                                                       | 戀愛是科學（第1－10集） (2021年3月27日－2021年5月29日）戀愛是科學防疫懶人包 （2021年6月5日－2021年6月19日） 戀愛是科學 （重播第10集） （2021年8月28日） 戀愛是科學（第11－18集） （2021年9月4日－2021年10月23日） |                                                                                       |
| 天巡者 （2020年10月31日－2021年3月20日）                                              | 你有念大學嗎？（重播） （2021年6月26日－2021年7月3日）未來媽媽（重播） （2021年7月10日－2021年8月21日）浪漫輸給你（重播） （2021年10月30日－2022年3月19日）聽見幸福（重播） （2022年3月26日－2022年5月21日）未來媽媽（重播） （2022年5月28日－2022年6月4日）綜藝玩很大精選 （2022年6月11日－2022年8月6日）為你唱情歌（非戲劇節目） （2022年8月13日－2022年10月29日） |                                                                                       |